# Dindga McCannon
Dindga McCannon (Nueva York, 31 de julio de 1947) es una artista afroamericana estadounidense, que trabaja con distintos técnicas y procedimientos, como fibras vegetales y sintéticas, arte mural, textil, artesanía y joyería, entre otras. Además, ha escrito libros infantiles y ha realizado ilustraciones para libros, tanto de autoría propia como ajena, y ha sido profesora de arte.

## Infancia y formación
McCannon nació y creció en el barrio de Harlem, donde descubrió su vocación artística alrededor de los diez años. Es autodidacta y trabaja intuitivamente. Se denomina a sí misma artista polifacética, fusionando en su trabajo su formación artística plástica con el trabajo manual, tradicionalmente asociado a las mujeres, de costura y textil que heredó de su madre, Lottie K. Porter, y abuela, Hattie Kilgo, con quienes creció. Esta fusión es lo que se conoce como Art Quilts.

## Carrera
La carrera de McCannon se ha desarrollado a lo largo de 55 años. Además de su trabajo textil y como ilustradora, se considera diseñadora de indumentaria, muralista y diseñadora gráfica. Su trabajo es una celebración de las vidas de las mujeres y de la negritud afrocéntrica, a menudo a través del retrato. 
En respuesta al sexismo y racismo arraigados en el mundo artístico, los artistas de las décadas de los 60 y 70 del siglo XX se agrupaban en colectivos, como manera de luchar contra la opresión. En los años 60, McCannon era miembro del 'Weusi Artist Collective', donde se interesó en el Movimiento de Artes Negras. El Colectivo Weusi se centró en desarrollar creaciones artísticas que evocaran símbolos y temas africanos, y que, al mismo tiempo, reivindicaran una forma de orgullo negro contemporáneo.
En 1971, organizó la primera reunión del grupo de artistas Where We At, creado junto a las artistas Kay Brown y Faith Ringgold, en su apartamento. Ese encuentro dio lugar a una de las primeras exposiciones colectivas de artistas mujeres negras profesionales en Nueva York.
El interés de McCannon en el trabajo de las mujeres y las artes de creación negra tienen como punto de encuentro sus Dashikis, cuya elaboración posteriormente la llevó al diseño de prendas y de quilts, (textil multicapas desarrollado mediante diversas técnicas, como el patchwork).
Participó en 2015 en la conferencia "Arte de la Justicia: Articulando un Ethos y una Estética del Movimiento" en la Universidad de Nueva York, promovida por el Instituto de las Artes de la Diáspora Afro-Caribeña (CCCADI, según sus siglas en inglés), en colaboración con el Departamento de Arte y Políticas Públicas de la Universidad de Nueva York, el Instituto de Asuntos Afroamericanos de la Universidad de Nueva York, y el Instituto para la Investigación en Estudios Afroamericanos de la Universidad de Columbia.

## Obra
Revolutionary Sister (Hermana revolucionaria), un trabajo de técnica mixta creado en 1971, surgió como respuesta a una carencia de figuras de mujeres revolucionarias. El trabajo muestra a una hermana poderosa y de color, creada en parte con artículos de ferretería. McCannon asimila esta pieza a la figura de la Estatua de la Libertad. Ahora forma parte de la colección permanente del Museo Brooklyn.
En la colección permanente del Centro Schomburg para la Investigación en Cultura Negra, McCannon cuenta con un manto titulado Yekk's Song. En enero de 2020, una de sus pinturas al óleo, The Last Farewell (La última despedida) fue subastada por 161.000 dólares como parte de la liquidación por bancarrota de la editorial Johnson Publishing Company. Este trabajo era parte de su colección privada, que también contaba trabajos del pintor Henry Ossawa Tanner y de la fotógrafa Carrie Mae Weems.

## Exposiciones

### Exposiciones en solitario
En 2009, McCannon celebró una exposición en solitario titulada (This) Woman's Work is Never Done-Celebrating 44 years of Art Making (El trabajo de (esta) mujer Nunca Acaba-Celebrando 44 años de carrera), en las Galerías Hamilton Landmark, en las calles 467 Oeste con la Calle 144, en Harlem.
Desde 1971, el trabajo de McCannon ha sido expuesto en numerosas exposiciones grupales.

### Exposiciones grupales
- 2001: “Espíritus de la Tela,” Edredones Contemporáneos por Artistas Afroamericanos, Museo de las Artes y el Diseño, NY.
- 2002: “Espíritus de la Tela,” Galería Renwick en el Smithsonian Institution, Washington D. C.
- 2003: “América de Corazón,” Museo del Río Hudson, NY.
- 2004: “América de Corazón: Quilters Recuerdan el 11S”, Page–Walker Centro de Arte e Historia, Cary, NC.
- 2008: Weusi Colectivo: Una Retrospectiva de 50 Años, Museo americano africano del Condado Nassau, NY.
- 2009: “Ritmos con textura: Tejiendo la Tradición del Jazz,” Museo de Arte Popular Americano, NYC.
- 2010: “Weusi Revisited 2010,” Centro Cultural Dwyer, NY.
- 2017:-2018: " Quisimos Una Revolución: Mujeres Radicales Negras 1965-1985".[14]
  - Brooklyn Museum, NY.
  - CAAM, Los Ángeles, CA.
  - Galería Albright Knox, Búfalo, NY.
  - ICA Boston, MA.
- 2020: "Olvidar lo Conocido", Kourosh Mahboubian Fine Art, NYC.[15]

## Encargos
McCannon ha realizado diversas obras por encargo.
- 1985: “Comunidad Unida,” 25 Furman Ave, Brooklyn, NY, Dept de Asuntos Culturales.
- 2000: “Vida Asombrosa de Althea Gibson,” (60x120 pulgadas), edredón de historia del arte, Disney Inc para ESPN Zone, 42.ª Calle y Brady, NYC.
- 2001: “Ganando el Voto,” Edredón de Arte sobre la historia del voto de los Pioneros de Wome, Revista Escolástica.
- 2008: “Zora Neale Hurston,” B.O.S.S. (Barnard Organizaction of Soul Sisters), Universidad de Columbia, NY.

## Colecciones
- Johnson Editorial Co., colección permanente del Museo Studio en Harlem.
- Centro Schomberg para la Investigación en Cultura Negra, Harlem NY, parte del programa Artes en Embajadas, Washington D. C.[16]
- Colección de Museo de Brooklyn.[17]

## Premios
- 2005 – N. Y. F. A. Fellowship– Crafts.
- 2007 – Iniciativa de Artistas Urbanos, Alianza de las Artes de Harlem.
- 2008 – Alianza de las Artes de Manhattan Norte – Subvención para Artistas Individuales.
- 2009 – Alianza de las Artes de Manhattan Norte – Subvención para Artistas Individuales.

## Libros
McCannon ha escrito e ilustrado dos libros. 'Peaches' (Melocotones), publicado por Lothrop, Lee & Shepard en 1974, que luego fue reeditado en tapa blanda por Dell Books, en 1977, y cuenta la historia (prácticamente autobiográfica) de una niña de color que crece en Harlem, su vida familiar y su vocación de artista. 
Posteriormente en 'Wilhelmina Jones, Future Star' (Wilhelmina Jones, Futura Estrella), publicado por Delacorte en 1980, continúa la narración de la infancia de la misma niña años después. Su juventud en Harlem a mediados de 1960, y sus sueños de convertirse en artista y abandonar la atmósfera opresiva de su hogar.
McCannon también ha ilustrado libros de otros autores: Omar at Christmas (Las navidades de Omar), publicado por Lothrop, Lee & Shepard, cuyo autor fue Edgar White, dramaturgo y una de las parejas de la artista, padre de su segundo hijo, junto al cual realizó también Children of Night (Hijos de la Noche), y Sati the Rastafarian (Sati la Rastafari). Para la misma casa editorial, Lothrop, Lee & Shepard, ilustró en 1972 el libro Hablar a los Vientos, Proverbios africanos, escritos por K. O. Opuku.
En 2018, McCannon publicó un recetario ilustrado llamado Celebraciones. La presentación del libro tuvo lugar en la Galería Arte para el Alma, en Springfield, MA.

## Otras lecturas
- Richardson, Clem (6 de septiembre de 2012). «Community Works teams with a bevy of Harlem institutions to display a quilt of Uptown history and culture». New York Daily News.

- Farrington, Lisa (2011). Creating their own image : the history of African-American women artists (Print book : English edición). Oxford, New York: Oxford University Press. ISBN 9780199767601.